# Octomeria yauaperyensis
Octomeria yauaperyensis är en orkidéart som beskrevs av João Barbosa Rodrigues. Octomeria yauaperyensis ingår i släktet Octomeria och familjen orkidéer. Inga underarter finns listade i Catalogue of Life.